# Мичкас (село)
 Мичкас  — село Никольского района Пензенской области. Входит в состав Нижнешкафтинского сельсовета.

## География
Находится в северо-восточной части Пензенской области на расстоянии приблизительно 35 км на запад по прямой от районного центра города Никольск на правом берегу реки Айвы.

## История
Основано на ручье Мичкас в середине до 1782 года графом Андреем Петровичем Шуваловым. В 1911 году — 161 двор, церковь, водяная мельница, овчинное заведение, 2 кузницы, 3 кирпичных сарая, 2 лавки. В 1955 году — центр сельсовета того же района, центральная усадьба колхоза имени Маленкова. В 2004 году — 63 хозяйства.

## Население
Численность населения: 393 человека (1864 год), 957 (1911), 1259 (1926), 1326 (1930), 781 (1959), 358 (1979), 220 (1989), 160 (1996). Население составляло 106 человек (русские 98 %) в 2002 году, 66 в 2010.